# Nelly Dix

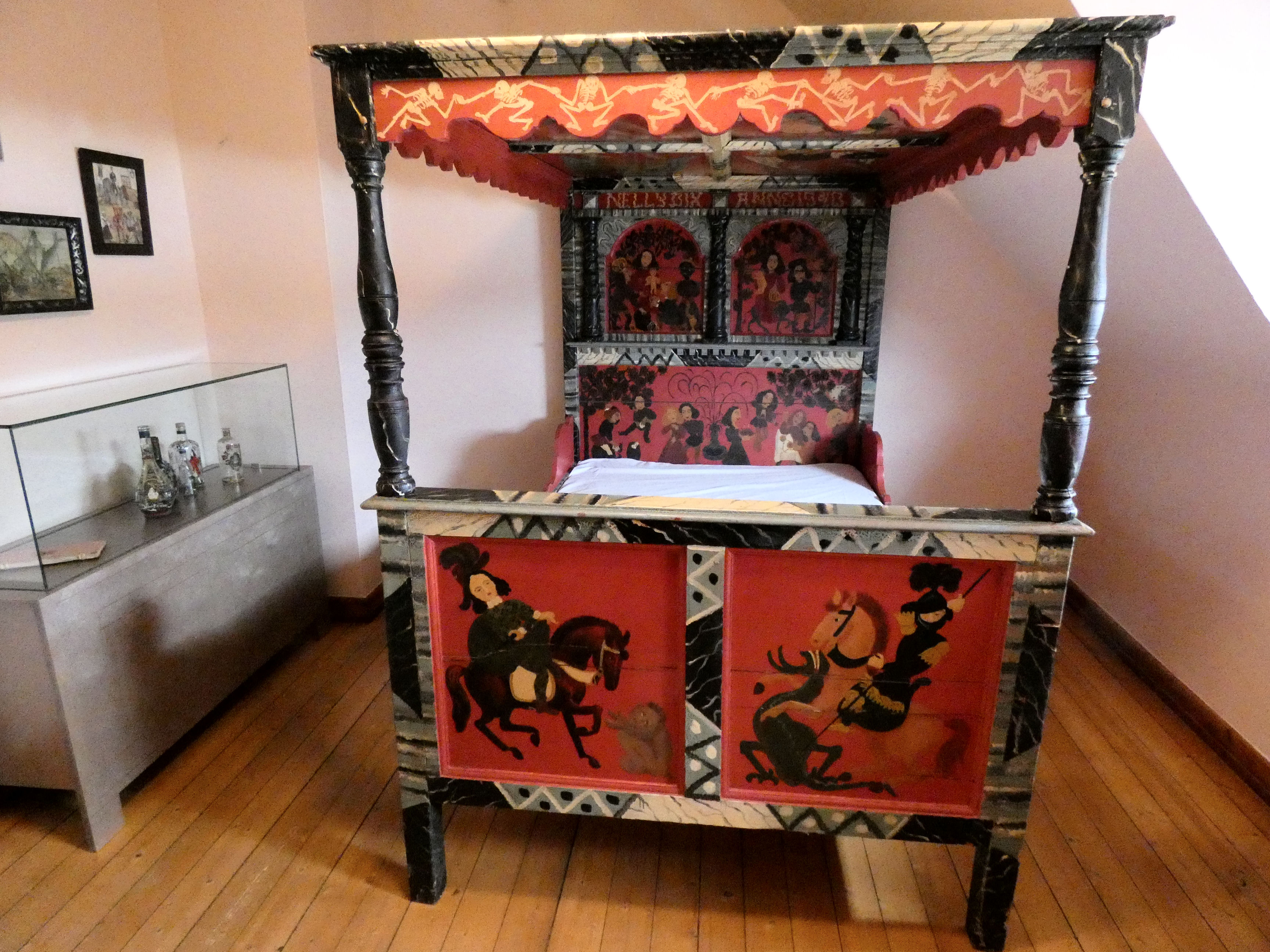
Von Nelly Dix bemaltes Bett im Museum Haus Dix in Gaienhofen

Nelly Dix (Ehename Dix-Thaesler, * 14. Juni 1923 in Düsseldorf; † 9. Januar 1955) war eine deutsche Schriftstellerin und Malerin.

## Leben
Nelly Dix kam 1923 als erstes Kind von Martha Koch, geb. Lindner, und ihrem Mann, dem Maler Otto Dix zur Welt. Sie hatte zwei Brüder, Ursus (1927–2002) und Jan (1928–2019). Bis 1933 besuchte sie in Dresden eine Reformschule. Nachdem ihr Vater von den Nationalsozialisten als Lehrer an der Dresdner Kunstakademie entlassen worden war, zog sie mit ihrer Familie nach Süddeutschland: Ab 1936 lebte Nelly Dix mit ihren Eltern und Geschwistern im Dorf Hemmenhofen in der heutigen Gemeinde Gaienhofen auf der Halbinsel Höri am Bodensee.
Das als hochintelligent und künstlerisch begabt geltende Mädchen wurde im Alter von 14 Jahren aufgrund seiner Reitkünste vom Reisezirkus Barum engagiert. Nelly Dix ging mit dem Zirkus auf Tourneen, die sie bis nach Polen führten.
Den späteren Besuch eines Internats brach sie ab und organisierte ihre Weiterbildung selbst. Sie stand unter anderem im Briefkontakt mit dem ehemaligen Sekretär Heinrich Hansjakobs, dem weit gereisten Geistlichen Anton Trunz. Mit Fritz Mühlenweg und seiner Frau Elisabeth war Nelly Dix eng befreundet und bezeichnete sie als ihre „Zieheltern“. Sie las unter anderem Mühlenwegs späteres Erfolgswerk In geheimer Mission durch die Wüste Gobi während seiner Entstehung bereits als Typoskript und tauschte sich mit Mühlenweg auch sonst rege über die Entstehung seiner Schriften aus.
1948 brachte Nelly Dix Zwillinge zur Welt, sie starben kurz nach der Geburt. Nach der Heirat mit dem Medizinstudenten Günther Thaesler lebte Nelly Dix weiterhin im Haus ihrer Mutter, 1950 kam ihre Tochter Bettina zur Welt. Am 9. Januar 1955 starb Nelly Dix im Alter von 31 Jahren vermutlich an den Folgen eines Schwangerschaftsabbruchs. Ihre Tochter wuchs bei den Großeltern Martha und Otto Dix auf und wurde 1972 nach dem Tod von Otto Dix 1969 von Martha Dix adoptiert.
1961 erschienen postum ihre Erzählungen Der Herr ist über Land gefahren, zu denen Fritz Mühlenweg kurz vor seinem Tod noch ein Geleitwort verfasst hatte, 1964 der Band Joseph der Träumer, herausgegeben von Fritz Löffler. Weitere Erzählungen von Nelly Dix wurden 2010 unter dem Titel Ach, meine Freundin, die Tugend ist gut, aber die Liebe ist besser teilweise neu herausgegeben.

## Werke

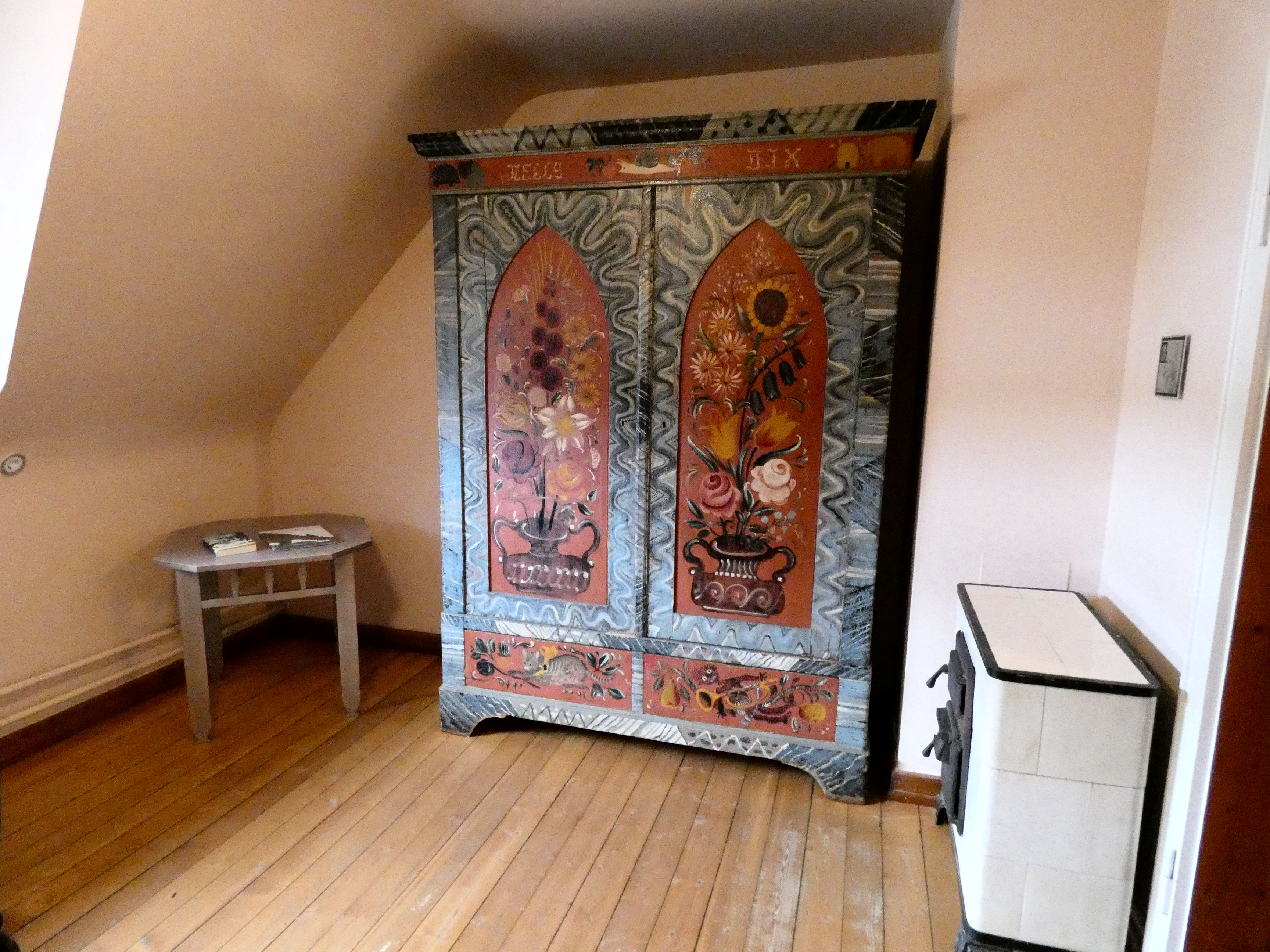
Von Nelly Dix bemalter Schrank in ihrem Zimmer im Museum Haus Dix

#### Veröffentlichungen
- 1946: Für Judith (Gedicht. In: Die Erzählung, 12, 1946)

Postum
- 1961: Der Herr ist über Land gefahren. Erzählung, herausgegeben von Gertrud Kinkel, transkribiert von Regina Mühlenweg.
- 1964: Joseph der Träumer – Erzählungen nach dem Alten Testament. Erzählung.
- 2010: Ach, meine Freundin, die Tugend ist gut, aber die Liebe ist besser. Erzählungen, Libelle-Verlag, Lengwil (CH), ISBN 978-3-905707-43-4.
- 2013: Die Geschichte vom weitgereisten kleinen Teufel Eitel. (Faksimile). Libelle-Verlag, Lengwil, ISBN 978-3-905707-55-7.
- 2015: Ich wünschte, sie ginge wieder ins Bett und ließe mich meine Mausefallen stellen. Libelle-Verlag, Lengwil, ISBN 978-3-905707-43-4.

### Malerei
Als 20-Jährige konnte sie die Nachfrage nach ihren Bildern kaum befriedigen. Unter anderem brachte sie auf einem Bild in der Größe 35 cm × 40 cm 122 Personen unter.

## Ausstellungen
- Zwischen Mai und August 2020 waren in der Städtische Wessenberg-Galerie Konstanz im Rahmen der Ausstellung Beruf: Künstlerin! Zehn deutsche Malerinnen am Bodensee  Werke von Nelly Dix zu sehen gemeinsam mit Werken weiterer Künstlerinnen des süddeutschen Raums.[5]

- Bis Ende Oktober 2023, Museum Haus Dix, Gaienhofen: Alias Dix – Zum 100. Geburtstag von Nelly Dix-Thaesler[1]

## Gemälde von Otto Dix mit Darstellungen der Tochter (Auswahl)
Ihrem Vater diente Nelly Dix vom Kleinkind- bis ins Jugendalter immer wieder als Motiv und Modell; die Darstellung der eigenen Kinder, die mit Nelly in Blumen im Jahr 1924 ihren eigentlichen Anfang fand, bezeichnete der deutsche Kunsthistoriker und Literaturwissenschaftler Fritz Löffler rückblickend als „eine völlig neue Welt bei [Otto] Dix“.
- 1923: Schlafender Säugling
- 1924: Nelly in Blumen
- 1925: Nelly im Spiel
- 1927: Familie Dix
- 1928: Bildnis Ursus mit Kreisel
  - Nelly mit Puppe I
- 1929: Nelly mit Puppe II
  - Spielende Kinder
- 1933: Nelly Dix 10 Jahre alt
- 1940: Der Tod und das Mädchen
  - Nelly und Flora
- 1941: Mädchen und Tod: Nelly – 18 Jahre